# 黒沢隆朝
黒沢 隆朝（くろさわ たかとも、1895年4月9日 - 1987年5月20日）は、秋田県鹿角郡花輪町（現・鹿角市）出身の作曲家。日本の音楽教育と音楽起源の研究に努めた。別名・水田詩仙（みずたしせん）、桑田つねし、秋田実、植村甫（はじめ）、西田徹、藤村俊、藤原俊。次男は黒沢真澄（ヴァイオリニスト）。

## 略歴
黒沢隆朝の父は市太郎、代々神職の家であった。小学校の代用教員の傍ら、秋田県師範学校を二度受験するも極度の近視のため不合格となり、1912年（明治45年）3度目の受験の際に検査表を書き直して合格した。1917年（大正6年）に秋田師範学校を卒業。1918年上京して東京音楽学校（現・東京藝術大学）甲種師範科に入学。ヴァイオリンを学び、山田耕筰、田辺尚雄に師事。また在学中から「音楽」誌などに文章を執筆した。1921年（大正10年）東京音楽学校を卒業した。
卒業後は高知県師範学校義務教生を経て渋谷の猿楽小学校、常磐松小学校に勤め、三十七歳の頃退職。この頃、小学唱歌「私のうち」をはじめ、1924年～1927年（昭和2年）にかけて敬文館から自作曲集『可愛い童謡』全10集を刊行するなど童謡運動に参加し、「金魚」「もぐらもち」「めだかとかえる」などの童謡を作曲した。1924年（大正13年）朝鮮に渡り、当時朝鮮の王公族だった李徳恵姫（徳恵翁主）が作謡した「びら」「雨」「蜂」「ねずみ」の4曲の作曲を行い、同年9月3日に朝鮮京城の日の出小学校において御前演奏を行っている。1935年『小学校唱歌教授資料集成』などを出版し、音楽教科書作りにも貢献した。
一方、変名を用いて作詞・訳詞活動も活発に行い、水田詩仙の名でフランス唱歌「サンタクロース」や、NHK「みんなのうた」で有名なドイツ民謡「山の音楽家」を、桑田つねしの名でウェーバー作曲の「狩人の合唱」、藤村俊の名でドイツ民謡「秋の山楽」などの詞をそれぞれ翻案し、植村甫の名ではシューマン作曲の「楽しき農夫」に、西田徹の名では「はと時計」（曲・佐々木すぐる）の詞を書いている。
研究者としては、東洋の民族音楽の研究で業績をあげている。1941年、南方音楽文化研究所（現・日本民族音楽協会）を発足させ、朝鮮、満州、東南アジア諸国、台湾、樺太などで現地調査に従事。1939年（昭和14年）には東南アジア音楽調査、1941年（昭和16年）にタイの音楽調査、1943年（昭和18年）に台湾高砂族音楽調査を行い、「音階の発生よりみた音楽起源論」などを発表した。これらの研究は＜黒沢学説＞と呼ばれ、大きな反響を呼んだ。東洋音楽学会の理事を長く務めた。
以後、川村短期大学（現・川村学園女子大学）教授、東邦音楽大学教授、文部省教科用図書検定調査審議会委員音楽部長などを歴任した。
著書に『タイに於ける楽器の調査研究』『東南アジアの音楽』『楽器の歴史』『世界音楽史』『音楽起源論』『ベートーヴェンの生涯』『図解世界楽器大事典』『台湾高砂族の音楽』などあり、各種の音楽教科書の編著もある。作曲作品に「お星様」（黒沢隆朝作詞）、「玩具の舟」（西條八十作詞）のような童謡がある。「お星様」は、1916年（大正5年）頃、曙小学校に奉職した折の作詞・作曲である。また「曙小学校校歌」も作曲した。
1987年（昭和62年）5月20日に逝去。